# كارولاينا أغيري
كارولاينا أغيري (بالإسبانية: Carolina Aguirre)‏ هي نبالة كولومبية، ولدت في 29 يناير 1996.

## وصلات خارجية
- كارولاينا أغيري على موقع الاتحاد الدولي للرماية بالسهام (الإنجليزية)
- كارولاينا أغيري على موقع أوليمبيديا (الإنجليزية)